# Groot schapengras
Groot schapengras (Festuca lemanii, synoniem: Festuca ovina subsp. cinerea) is een vaste polvormende plant, die door sommige taxonomen als een ondersoort van Festuca ovina wordt beschouwd en behoort tot de grassenfamilie (Poaceae). Groot schapengras is waarschijnlijk vrij zeldzaam. Het aantal chromosomen is 2n = 42. Groot schapengras lijkt veel op hard zwenkgras, maar zijn van elkaar te onderscheiden op de bladkenmerken en de lengte van de kafnaalden.
De plant wordt 15 - 80 cm hoog. Het 0,6 - 1,0 mm brede op doorsnede ronde blad van niet-bloeiende spruiten hebben soms een waslaagje. In het blad zitten 7 of soms 8 vaatbundels en 1 - 3 ribben. Het aan de rand van het blad voorkomende sclerenchym is meestal niet onderbroken. Op de bovenzijde van het dicht behaarde blad zitten haartjes, die 0,4 - 0,6 mm lang zijn. De bladscheden zijn tot de voet gespleten.
Groot schapengras bloeit in mei en juni met 4 - 7 cm lange pluimen.
De aartjes zijn langer dan 6 mm. Het 4 - 6 mm lange, onderste kroonkafje (lemma) heeft een 1,0–1,8 mm lange kafnaald. Per bloem komen drie helmknoppen voor. De vrucht is een graanvrucht.
De plant komt voor op droge zandgrond in grasland langs rivieren.